# Konstantin Dmitrijewitsch Flawizki

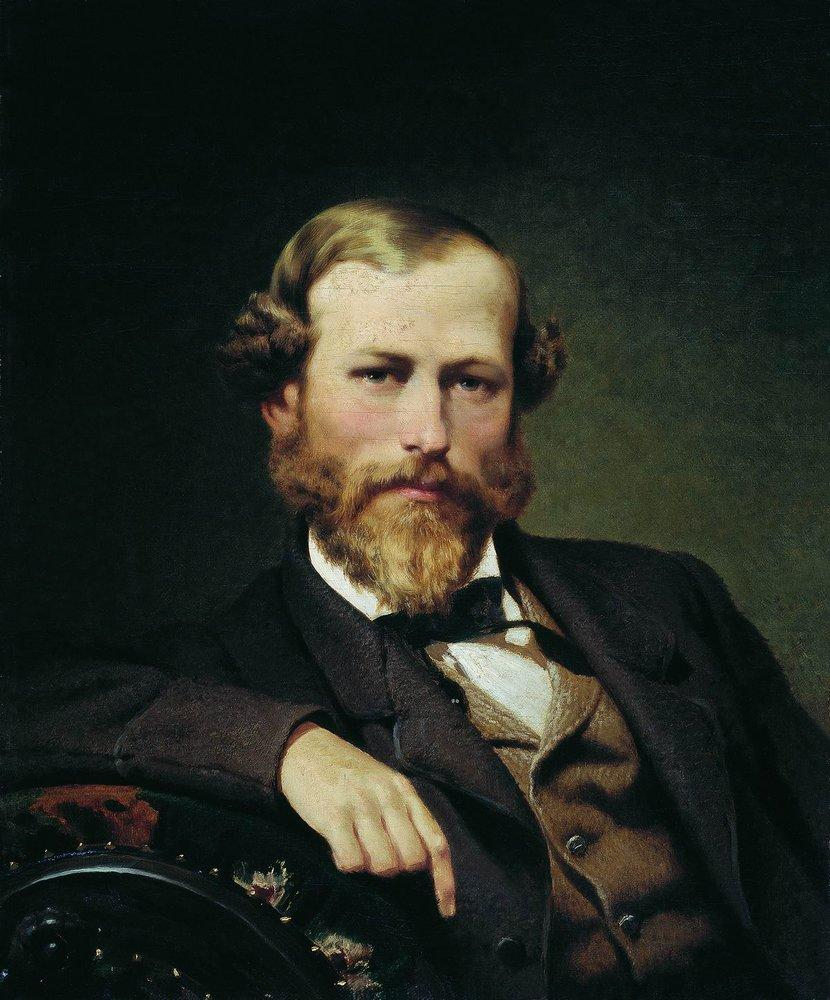
Flawizkis Porträt, Fjodor Bronnikow (1866)

Konstantin Dmitrijewitsch Flawizki (russisch Константин Дмитриевич Флавицкий; * 13. Septemberjul. / 25. September 1830greg. in Moskau; † 3. Septemberjul. / 15. September 1866greg. in Sankt Petersburg) war ein russischer Historienmaler.
Seine künstlerische Ausbildung erhielt er an der Kaiserlichen Kunstakademie, wo er ein Schüler von Fjodor Antonowitsch Bruni war. Nachdem ihm für seine Zeichnungen und Skizzen mehrere Auszeichnungen verliehen wurden, erhielt er für das Gemälde Solomonisches Gericht die Kleine Goldmedaille. Ein Jahr später beendete er den akademischen Kurs im Rang des Malers 4. Stufe und mit der Großen Goldmedaille, die er mit dem Gemälde Jakobs Söhne verkaufen ihren Bruder Josef. Auf Kosten der Akademie machte er eine Italien-Reise und kehrte im Jahr 1862 nach Russland zurück. Mit dem Gemälde Christliche Märtyrer im Colosseum, das sich heute im Russischen Museum befindet, wurde er zum Ehrenmitglied der Akademie.
Für die Ausstellung der Akademie im Jahr 1864 malte Flawizki das Gemälde Tod der Fürstin Tarakanowa (heute in der Tretjakow-Galerie). Dieses Gemälde machte ihn einer breiten Öffentlichkeit bekannt, brachte die Anerkennung der Kunstkenner und den Rang eines Professors. Doch der Maler sollte sein Talent in keinem weiteren Kunstwerk realisieren. Bereits während der Arbeit am Tarakanowa-Gemälde litt er an Tuberkulose, mit der er sich in Italien angesteckt hatte und die im Klima von Sankt Petersburg immer schlimmer wurde. Flawizki hoffte auf Rettung durch eine Reise gen Süden, doch er starb, bevor er aufbrechen konnte.

## Werke

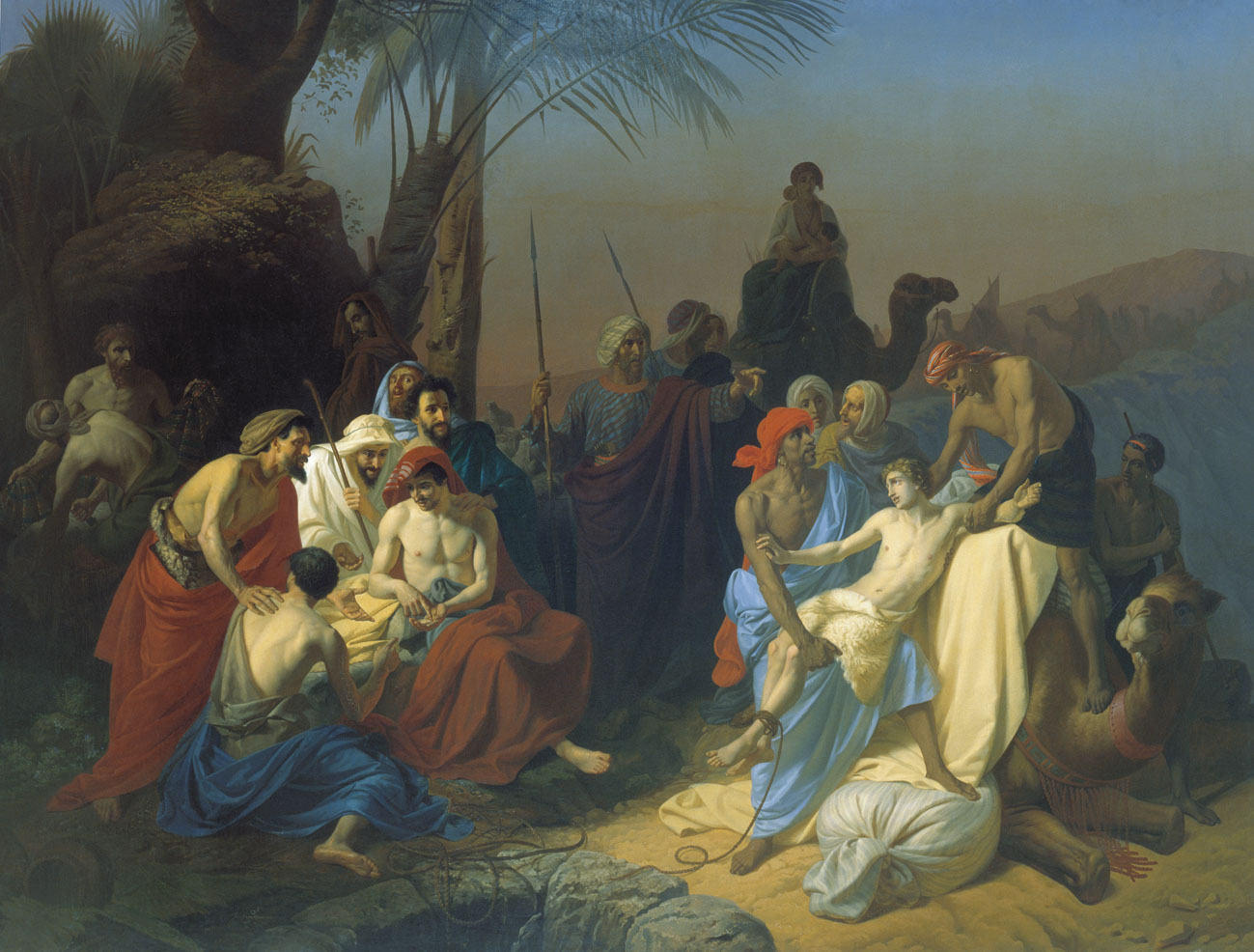
Jakobs Söhne verkaufen ihren Bruder Josef (1855)
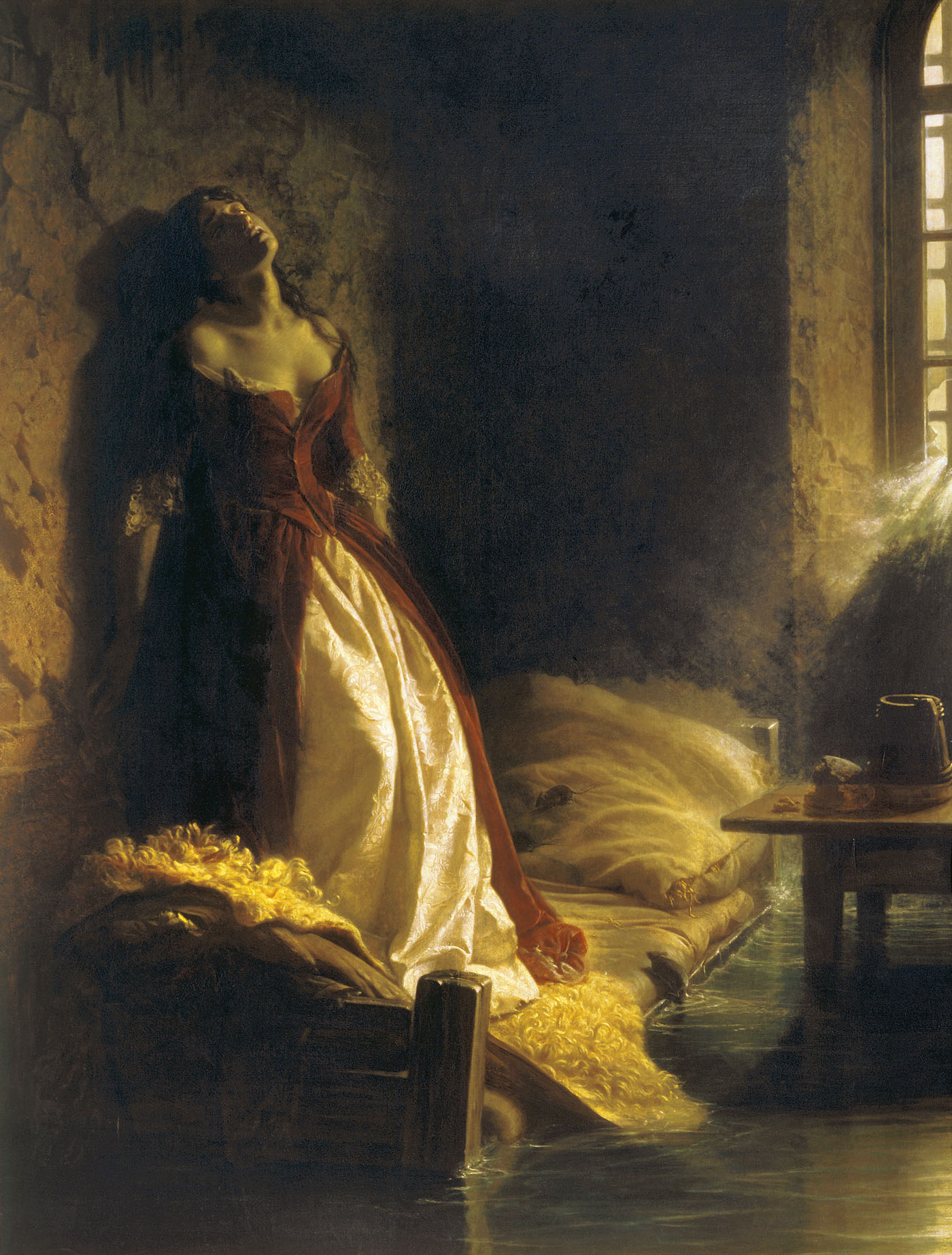
Tod der Fürstin Tarakanowa (1864)